# Aeolosma
Aeolosma és un gènere monotípic d'arnes de la família Crambidae. Conté només una espècie, Aeolosma celata, que es troba a Java.